# Nacionalni liberalizam
Nacionalni liberalizam (njem. der Nationalliberalismus) je oblik liberalizma spojenog s nacionalizmom s nekim liberalnim politikama, posebice u odnosu na obrazovanje, odnose države i vjere, i moderno, učinkovito upravljanje birokracijom.
Korijeni nacionalnog liberalizma sežu u 19. stoljeće, kada je konzervativni liberalizam bio ideologija političkih staleža u većini europskih država, posebice u Srednjoj Europi koja su tada bile monarhije. U početku, nacionalni liberali, iako za slobodnije poslovanje, nisu bili pristaše mančesterske slobodne trgovine, odnosno pristaše ekonomskog liberalizma. Ekonomski liberalizam podržavala je glavnina liberala tijekom 19. stoljeća svugdje u svijetu, no nacionalni liberali su preferirali suradnju između vlade i državne industrije preko umjerenog protekcionizma, uspostavljanjem pogodnih carinskih saveza, poticanjem industrije u začetku ili kompanija za koje se smatralo da su od strateške važnosti za državni razvoj, ili različitim oblicima začetnog industrijskog planiranja. U njemačkim državama, nacionalni liberali podržavali su više autokratske ili konzervativne režime zbog višenacionalnog obilježja ili heterogene naravi država kao što su bile Austrijsko Carstvo ili novonastalo Njemačko Carstvo.
Nacionalno liberalne stranke postoje i danas. U Austriji predstavlja jednu od tri tradicionalne ideologije u državi, a u Rumunjskoj je nacionalni liberalizam ideologija druge stranke po zastupljenosti. U Hrvatskoj i Bosni i Hercegovini ne postoje političke stranke koje prihvaćaju nacionalni liberalizam kao ideologiju.

## Povijesni nacionalni liberalizam
U 19. stoljeću u Njemačkoj, nacionalni liberali su se razlikovali od liberalnih nacionalista utoliko što su podržavali prisutnost veće autoritativnosti u Europi i snažno Njemačko Carstvo. Liberalni nacionalisti, kakav je bio Max Weber, prihvaćali su ideju demokratske Njemačke koja bi surađivala s drugim europskim silama.
Izraz "nacionalni liberalizam" tijekom 19. stoljeća, prvenstveno je rabljen u njemačkim državama, kao što su Njemačka ili Austrija, gdje su nacionalno liberalne stranke bile dugo u vlasti. Postale su utjecajne i u obližnjim državama, kao što je Rumunjska, gdje su njemačka proizvodnost i disciplina bili iznimno cijenjeni.

## Današnji nacionalni liberalizam
U Austriji je nacionalni liberalizam opstao kao jedna od tri temeljne državne ideologije. U početku je nositeljica nacionalnog liberalizma bila Slobodarska stranka Austrije (FPÖ), no uz nju je ovu ideologiju prihvatila i stranka koja se odvojila od FPÖ-a, Savez za buduću Austriju.
U Njemačkoj nositeljica nacionalnog liberalizma je Slobodna demokratska stranka, koja je euroskeptičnija u odnosu na druge nacionalno liberalne stranke.
U Rumunjskoj je kao svoju ideologiju, nacionalni liberalizam prihvatila Nacionalo liberalna stranka osnovana 1875. Igrala je značajnu ulogu u političkoj povijesti Rumunjske do uvođenja komunstičkog režima krajem 1947. Obnovljena je 1990., nakon pada komunizma, i druga je stranka po zastupljenosti u državi. Od 2010. nalazi se u koaliciji Socijalno liberalni savez zajedno sa Socijaldemokratskom strankom, te od 2013. čine rumunjsku vladu.